# 4Fun
4FUN – litewski zespół muzyczny grający muzykę rockową i country założony w 2001 roku, reprezentant Litwy w 52. Konkursie Piosenki Eurowizji w 2007 roku.

## Historia zespołu
Wokalistka Julia Ritchik ukończyła szkołę muzyczną w Wilnie w klasie fortepianu, a swoją karierę muzyczną zaczęła w 1994 roku w zespole The Road Band. W latach 1994–2001 grała trasy koncertowe razem z gitarzystą Justasem Jasenką, basistą Rimantasem Jasenką oraz perkusjonalistą Laimonasem Staniulionisem, z którymi w 2001 roku zdecydowała się założyć nowy zespół – 4Fun. Formacja powstała w Wilnie, na początku swojej działalności występowała na wielu krajowych i międzynarodowych konkursach i festiwalach muzycznych. 
W 2003 roku otrzymali nagrodę Stowarzyszenia Litewskich Muzyków Country w kategorii Najlepszy debiut. W 2004 roku ukazał się ich debiutancki album koncertowy zatytułowany Gyvas. W tym samym roku wzięli udział w telewizyjnym konkursie talentów, w tym zajęli ostatecznie szóste miejsce, a także zdobyli nagrodę na międzynarodowym festiwalu muzyki country organizowanym w Wisaginie, na którym zaprezentowali litewskojęzyczną wersję przeboju „Nah neh nah” zespołu Vaya Con Dios. 
W 2005 roku wzięli udział w krajowych eliminacjach eurowizyjnych z utworem „Your Vision”, z którym odpadli na etapie półfinałowym. W kolejnym roku ponownie zgłosili się do udziału w selekcjach, tym razem z piosenką „Kita diena”, z którą zajęli ostatnie, dziewiąte miejsce w swoim półfinale. W 2007 roku zakwalifikowali się do stawki ćwierćpółfinałowej krajowych eliminacji eurowizyjnych z utworem „Love or Leave”. W lutym wystąpili najpierw w ćwierćfinale dla uznanych artystów, z którego zakwalifikowali się do półfinału i z pierwszego miejsca awansowali do finału, w którym ostatecznie zdobyli największe poparcie telewidzów, dzięki czemu zostali wybrani na reprezentantów Litwy w 52. Konkursie Piosenki Eurowizji organizowanym w Helsinkach. Dzięki zajęciu miejsca w pierwszej dziesiątce przez zespół LT United podczas konkursu w 2006 roku, reprezentanci nie musieli brać udziału w półfinale i mieli gwarantowane miejsce w finale, 12 maja wystąpili w finale widowiska i zajęli ostatecznie dwudzieste pierwsze miejsce z 28 punktami na koncie, w tym m.in. z maksymalną notą 12 punktów od Irlandii. Latem wystąpili jako support przed koncertem amerykańskiego piosenkarza Joe Cockera, zaś jesienią 2008 roku zagrali przed Katie Meluą. Oba koncerty odbyły się w Wilnie.
W 2008 roku nagrali utwór „With U” we współpracy z łotewskim duetem Valters & Kaža. W kwietniu 2009 roku wydali swój debiutancki album studyjny w dwóch wersjach językowych: litewskiej jako Dėlionė oraz angielskiej jako A Puzzle.

## Skład zespołu
| - Julija Ritčik – śpiew, gitara akustyczna - Justas Jasenka – śpiew, gitara elektryczna - Rimantas Jasenka – gitara basowa - Laimonas Staniulionis – perkusjonalia | - Tomas Valeika – gitara basowa (2001–06) - Alexandr Litz – gitara (2001–02) - Artur Zaikovski – gitara (2002–03) - Andžej Zujevič – gitara elektryczna, chórki (2003-08) |

## Dyskografia
| - Dėlionė / A Puzzle (2009) | - Gyvas (2004) |